# West Ham United FC
West Ham United F.C. är en engelsk professionell fotbollsklubb i östra London, grundad 1895. Hemmamatcherna spelas på Londons Olympiastadion. Klubben spelar 2023/24 i Premier League.
Klubbens främsta meriter är tre segrar i FA-cupen (1963/64, 1974/75 och 1979/80) samt en seger i Cupvinnarcupen (1964/65). I engelska högsta divisionen har klubben som bäst blivit trea (1985/86).
Klubben är känd för att fostra blivande stjärnor (som klubben dock tvingas sälja vidare till storklubbar) som Frank Lampard, Rio Ferdinand, Joe Cole, Michael Carrick och Jermaine Defoe. Även under 1960-talet fostrades stjärnspelare som de tre världsmästarna från 1966 Geoff Hurst, Bobby Moore och Martin Peters.
Tidningen Forbes rankade 2015 West Ham United som den 19:e rikaste klubben till ett värde av 309 miljoner dollar.

## Smeknamn
West Ham United grundades av arbetare på Thames Ironworks som var ett järnverk och varv i östra London. Klubbemblemet har två korslagda smideshammare, som en blinkning till ursprunget. Det har också lett till smeknamnen The Hammers och The Irons, ungefär hammarna respektive järnen. Frasen "Come On You Irons", ungefär "Kom igen då Irons", har tagits upp av klubben och syns på merchandise och frasens förkortning COYI har blivit föreningens hashtag i sociala medier.

## Historia

### 1900-talet

Klubbens ligaplaceringar från och med 1919.

Klubben grundades 1895 under namnet Thames Ironworks FC, som 1900 ombildades till West Ham United F.C. Efter att ha spelat i bland annat Southern Football League blev klubben 1919 medlem av The Football Leagues andra division. 1922/23 blev klubbens första framgångsrika säsong genom att gå upp i högsta divisionen och även nå finalen i FA-cupen, vilken var den första som spelades på Wembley Stadium. Efter att matchen blivit försenad på grund av en enorm publiktillströmning, uppskattningsvis omkring 200 000 personer, förlorade West Ham mot Bolton med 0–2.

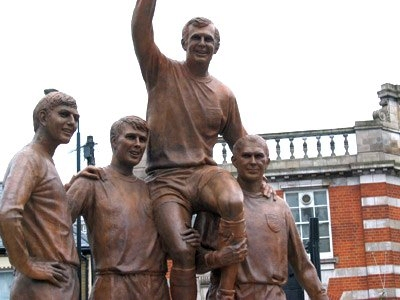
Staty föreställande engelska världsmästare från West Ham. Statyn är belägen i Barking Road, bara några hundra meter från Boleyn Ground. Från vänster till höger: Martin Peters, Geoff Hurst, Bobby Moore (upplyft) och Ray Wilson. De tre förstnämnda var West Ham United-spelare.

Klubben höll sig kvar i högsta divisionen till 1932, men tillbringade därefter många år i andra divisionen. 1958 gick klubben upp igen och under 1960-talet hade klubben sin mest berömda epok med segrar i FA-cupen 1963/64 och Cupvinnarcupen 1964/65. I det engelska VM-laget från 1966 hörde också flera West Ham-spelare, bland andra Bobby Moore och Geoff Hurst, till de mest tongivande. West Ham spelade ytterligare en final i europeiska Cupvinnarcupen 1976-77, men föll där mot belgiska Anderlecht med 2-4. 
Under 1980-talet hade klubben en ny framgångsperiod; 1979/80 vann West Ham FA-cupen efter att som division två-klubb skrällt med att ha besegrat Arsenal i finalen, och 1985/86 gjorde West Ham sin bästa säsong någonsin i högsta divisionen med en tredje plats i tabellen. Tre år senare flyttades klubben dock ned till andra divisionen igen och sedan dess har klubben pendlat fram och tillbaka mellan de två högsta divisionerna.

### 2000-talet
Efter några år i andradivisionen The Championship tog sig klubben, genom kvalspel våren 2005, tillbaka till Premier League. Säsongen 2005/06 lyckades West Ham nå nionde plats i Premier League samt nå finalen i den anrika FA-cupen, där klubben föll mot Liverpool på straffar. Klubben blev uppmärksammad i världen när de argentinska storstjärnorna Carlos Tévez och Javier Mascherano värvades den 31 augusti 2006. Genom en 1–0-seger i sista omgången på bortaplan mot redan klara ligasegrarna Manchester United säkrade West Ham nytt kontrakt för säsongen 2007/08 i Premier League, efter en svängig säsong.
Den 30 september 2010 kom West Ham med ett officiellt bud på att ta över Olympiastadion efter sommar-OS i London 2012 och den 8 oktober 2010 blev det klart att Live Nation skulle backa upp West Hams försök att ta över stadion. Den 11 februari 2011 beslutades det av OPLC (Olympic Park Legacy Company) att West Ham var bäst lämpat till att ta vara på arvet av Olympiastadion efter sommar-OS i London 2012.
West Ham förlorade den näst sista viktiga matchen 2010/11 borta mot Wigan med 2–3, vilket gjorde att klubben fick spela i The Championship säsongen 2011/12. Senare på kvällen meddelades att tränaren Avram Grant fått sparken med omedelbar verkan. Den 1 juni 2011 meddelade West Ham att Sam Allardyce var ny tränare för klubben.
West Ham förlorade redan i första omgången av Ligacupen 2011/12 hemma mot League Two-klubben Aldershot med 1–2. Scott Parker, som blivit framröstad till "Hammer of the Year" de tre föregående åren, lämnade efter fyra säsonger West Ham för att i stället spela för Tottenham. West Ham slutade på en tredjeplats i divisionen, och fick spela playoff om den sista platsen till Premier League. De tog sig till finalen som spelades den 19 maj på Wembley Stadium, där de mötte Blackpool. Matchen slutade 2–1 till West Ham, vilket innebar att de skulle spela i Premier League säsongen 2012/13.
West Ham slutade tia i tabellen första året efter återkomsten till högsta ligan. I FA-cupen lottades klubben mot Manchester United och klarade 2–2 hemma men förlorade 0–1 borta. West Ham slutade på 13:e plats i tabellen säsongen därpå, men klarade sig kvar. De åkte ur direkt mot Championship-klubben Nottingham Forest med 0–5 borta i FA-cupen, men semifinalplatsen i Ligacupen kunde i stället ses som succé. Efter värvningarna inför 2014/15 fick West Ham sin bästa höstsäsong på 29 år, då de låg på fjärde plats dagarna innan jul.

## Spelare

### Spelartrupp
| 21 | England   | Wes Foderingham | 14 januari 1991  | Sheffield United (-24)    |
| 23 | Frankrike | Alphonse Areola | 27 februari 1993 | Paris Saint-Germain (-21) |

| 15 | Grekland       | Konstantinos Mavropanos | 11 december 1997 | Stuttgart (-23)               |
| 25 | Frankrike      | Jean-Clair Todibo       | 30 december 1999 | Nice (-24)                    |
| 26 | England        | Max Kilman              | 23 maj 1997      | Wolverhampton Wanderers (-24) |
| 27 | Marocko        | Nayef Aguerd            | 30 mars 1996     | Rennes (-22)                  |
| 29 | Kongo-Kinshasa | Aaron Wan-Bissaka       | 26 november 1997 | Manchester United (-24)       |
| 33 | Italien        | Emerson Palmieri        | 3 augusti 1994   | Chelsea (-22)                 |

| 8  | England         | James Ward-Prowse | 1 november 1994   | Southampton (-23)        |
| 10 | Brasilien       | Lucas Paquetá     | 27 augusti 1997   | Lyon (-22)               |
| 14 | Ghana           | Mohammed Kudus    | 2 augusti 2000    | Ajax (-23)               |
| 17 | Brasilien       | Luis Guilherme    | 9 februari 2006   | Palmeiras (-24)          |
| 19 | Mexiko          | Edson Álvarez     | 24 oktober 1997   | Ajax (-23)               |
| 22 | Elfenbenskusten | Maxwel Cornet     | 27 september 1996 | Burnley (-22)            |
| 24 | Argentina       | Guido Rodríguez   | 12 april 1994     | Real Betis (-24)         |
| 28 | Tjeckien        | Tomáš Souček      | 27 februari 1995  | Slavia Prag (-20)        |
| 39 | Skottland       | Andy Irving       | 13 maj 2000       | Austria Klagenfurt (-23) |

| 7  | Nederländerna | Crysencio Summerville | 30 oktober 2001  | Leeds United (-24)      |
| 9  | Jamaica       | Michail Antonio       | 28 mars 1990     | Nottingham Forest (-15) |
| 11 | Tyskland      | Niclas Füllkrug       | 9 februari 1993  | Borussia Dortmund (-24) |
| 20 | England       | Jarrod Bowen          | 20 december 1996 | Hull City (-20)         |

### Utlånade spelare
| Nr | Land | Pos | Namn |
| -- | ---- | --- | ---- |

| Nr | Land | Pos | Namn |
| -- | ---- | --- | ---- |

### Utvecklingslag
| Nr | Land       | Pos | Namn                  |
| -- | ---------- | --- | --------------------- |
| 36 | Irland     | A   | Sean Moore (-05)      |
| 37 | Brasilien  | F   | Luizão (-02)          |
| 39 | England    | A   | Thierry Nevers (-02)  |
| 40 | England    | MF  | George Earthy (-04)   |
| 42 | England    | F   | Kaelan Casey (-04)    |
| 43 | England    | F   | Regan Clayton (-04)   |
| 44 | England    | F   | Junior Robinson (-04) |
| 46 | England    | MV  | Mason Terry (-04)     |
| 48 | England    | F   | Sean Tarima (-04)     |
| 50 | Nordirland | A   | Callum Marshall (-04) |
| 51 | England    | MF  | Dan Chesters (-02)    |

| Nr | Land       | Pos | Namn                       |
| -- | ---------- | --- | -------------------------- |
| 52 | England    | F   | Billy Bates (-04)          |
| 53 | England    | F   | Levi Laing (-03)           |
| 54 | Nordirland | MF  | Patrick Kelly (-04)        |
| 55 | England    | MV  | Jacob Knightbridge (-04)   |
| 56 | England    | A   | Gideon Kadua (-04)         |
| 57 | England    | F   | Oliver Scarles (-05)       |
| 59 | England    | MF  | Keenan Appiah-Forson (-01) |
| 61 | England    | MF  | Lewis Orford (-06)         |
| 63 | England    | MF  | Archie Woods (-03)         |
| 65 | Nordirland | F   | Michael Forbes (-04)       |

### Utlånade spelare
| Nr | Land    | Pos | Namn                                            |
| -- | ------- | --- | ----------------------------------------------- |
| 47 | Ungern  | MV  | Krisztián Hegyi (i Stevenage till 31 maj 2024)  |
| 58 | England | A   | Kamarai Swyer (i Crawley Town till 31 maj 2024) |

| Nr | Land    | Pos | Namn                                                 |
| -- | ------- | --- | ---------------------------------------------------- |
| 62 | England | MF  | Freddie Potts (i Wycombe Wanderers till 31 maj 2024) |

### Akademilag
| Nr | Land    | Pos | Namn                  |
| -- | ------- | --- | --------------------- |
| 64 | England | F   | Ryan Battrum (-05)    |
| 66 | England | MF  | Daniel Rigge (-06)    |
| 67 | England | MV  | Finlay Herrick (-06)  |
| 68 | England | A   | Favour Fawunmi (-06)  |
| 69 | England | MF  | Tyron Akpata (-06)    |
| 70 | England | A   | Blaise Uwandji (-05)  |
| 71 | England | F   | Ezra Mayers (-)       |
| 72 | England | MF  | Gabriel Caliste (-06) |
| 74 | England | MF  | Preston Fearon (-07)  |
| 75 | England | F   | Emeka Adiele (-)      |
| 76 | England | F   | Jethro Medine (-)     |

| Nr | Land       | Pos | Namn                   |
| -- | ---------- | --- | ---------------------- |
| 77 | England    | F   | Rayan Oyebade (-07)    |
| 78 | England    | MF  | Elisha Sowumni (-)     |
| 79 | England    | MV  | Dondre Abraham (-06)   |
| 80 | England    | MF  | Riley Hargan (-)       |
| 81 | England    | F   | Liam Jones (-05)       |
| 82 | England    | A   | Jemiah Umolu (-05)     |
| 83 | England    | MF  | Sebastian Boothe (-06) |
| 84 | Nordirland | F   | Josh Briggs (-06)      |
| 85 | England    | A   | Mehmet Halim (-)       |
| 86 | England    | A   | Joshua Ajala (-06)     |

### Pensionerade tröjnummer
| Nr | Land       | Pos | Namn           |
| -- | ---------- | --- | -------------- |
| 6  | England    | F   | Bobby Moore    |
| 38 | Australien | A   | Dylan Tombides |

## Meriter

### Liga
- Premier League eller motsvarande (nivå 1): Trea 1985/86
- The Championship eller motsvarande (nivå 2): Mästare 1957/58, 1980/81; Tvåa och uppflyttad 1922/23, 1990/91, 1992/93; Playoff-vinnare 2004/05, 2011/12
- Western Football League: Mästare 1906/07
- Southern Football League Division 2: Mästare 1898/99
- London League: Mästare 1897/98

### Cup

#### England
- FA-cupen: Mästare 1963/64, 1974/75, 1979/80; Finalist 1922/23, 2005/06
- Ligacupen: Finalist 1965/66, 1980/81
- FA Community Shield: Mästare 1964 (delad); Finalist 1975, 1980
- Football League War Cup: Mästare 1939/40
- Southern Professional Floodlit Cup: Mästare 1955/56; Finalist 1959/60
- Essex Professional Cup: Mästare 1950/51, 1954/55 (delad), 1958/59; Finalist 1951/52, 1957/58
- West Ham Charity Cup: Mästare 1895/96; Finalist 1896/97

#### Europa
- Cupvinnarcupen: Mästare 1964/65; Finalist 1975/76
- Intertotocupen: Mästare 1999
- Anglo-italienska ligacupen: Finalist 1975
- Ciutat de Barcelona Trophy: Mästare 2013
- Guadiana Trophy: Finalist 2013
- Uefa Europa Conference League: Mästare 2023

### Övrigt
- International Soccer League: Mästare 1963
- American Challenge Cup: Finalist 1963

## Hemmaarena

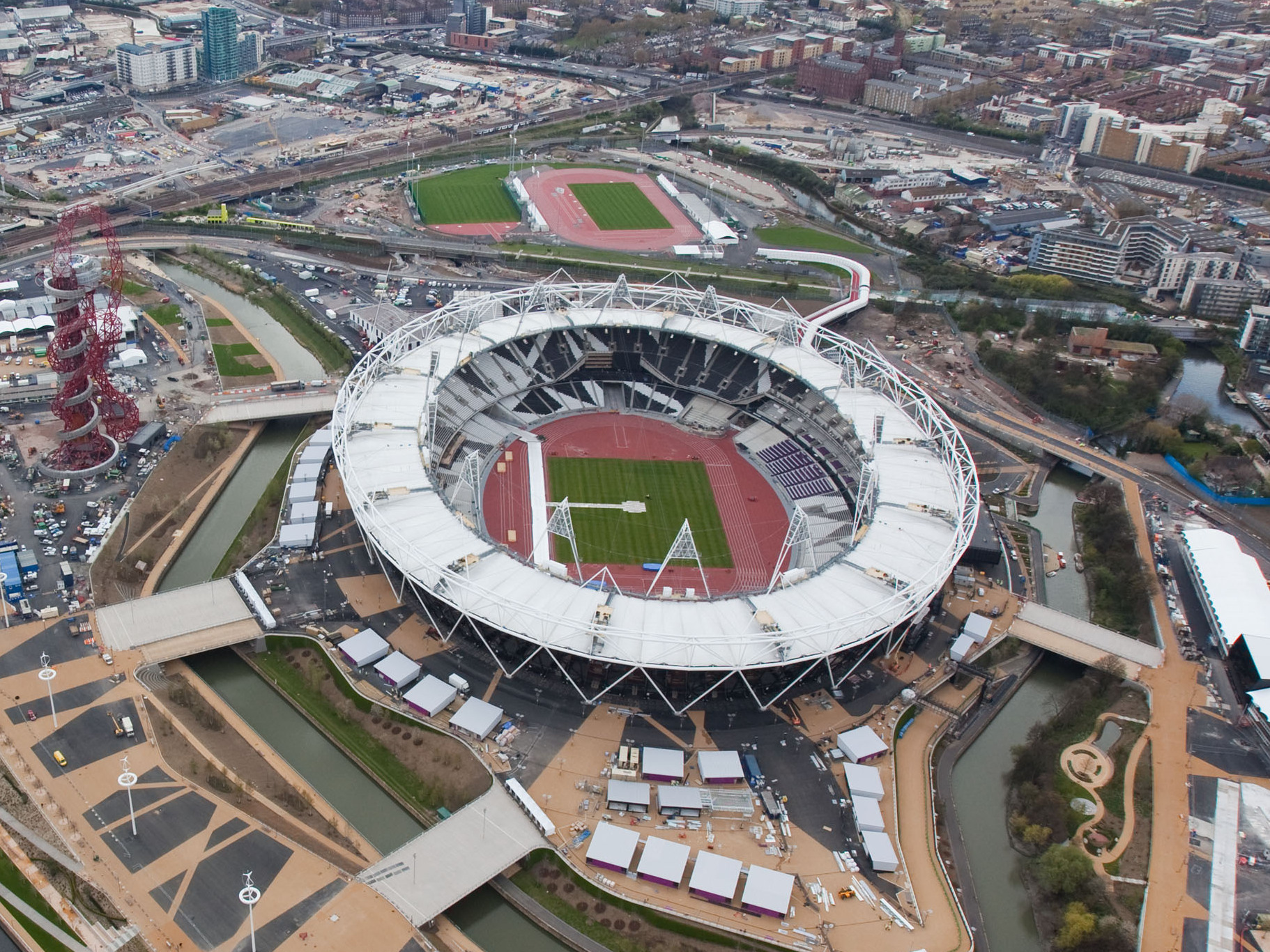
West Ham flyttade till Olympiastadion 2016.

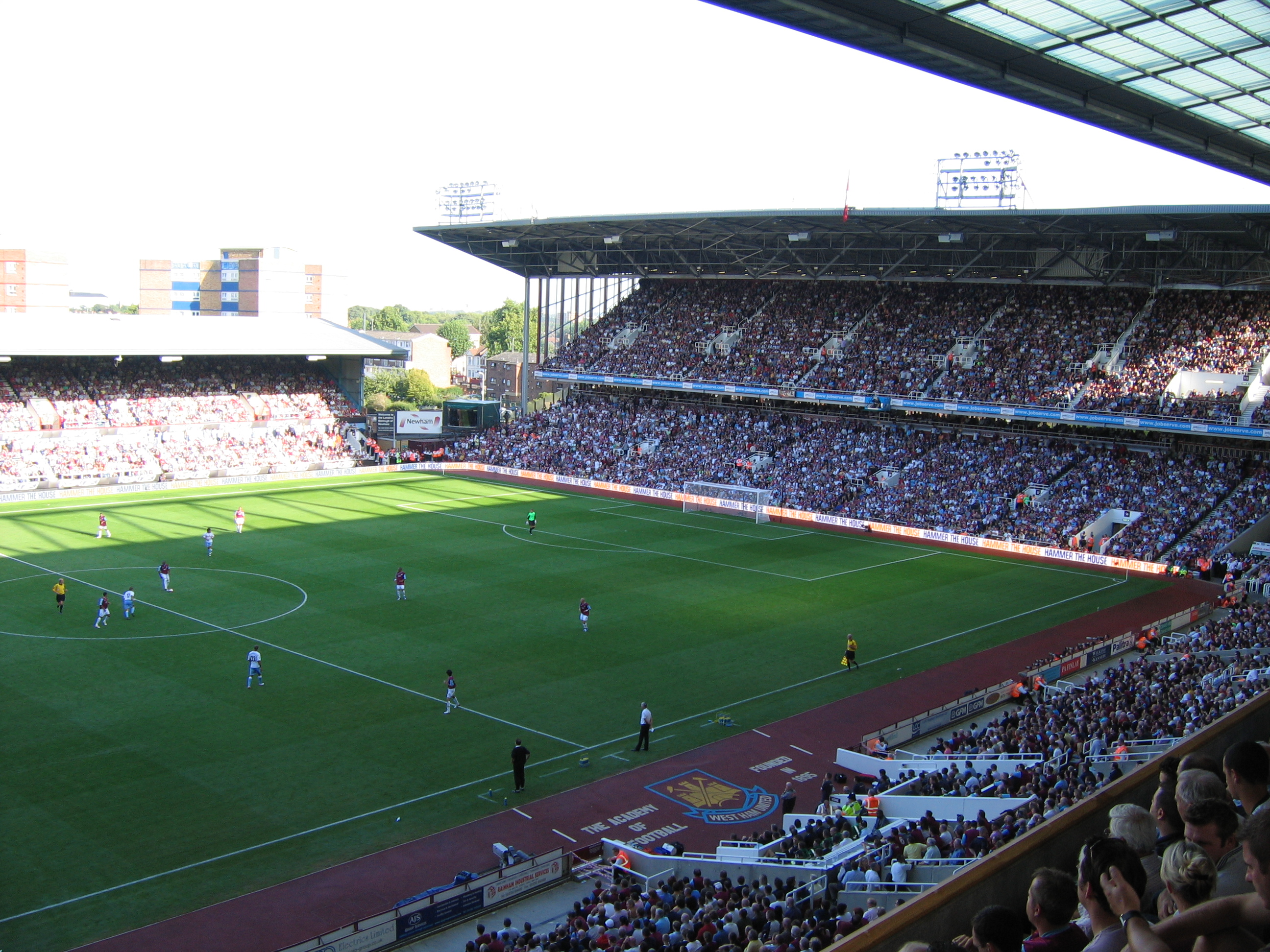
Boleyn Ground.

Boleyn Ground (också känd som Upton Park) ligger i Newham i östra London och har en kapacitet på 35 016. Arenan har varit klubbens hemvist sedan 1904.
Före detta ordförande i klubben Eggert Magnússon ansåg att West Ham skulle flytta till Olympiastadion efter OS 2012. Han hade stöd av ordförande och vice ordförande Gold och Sullivan då de ansåg det var en naturlig flytt då stadion ligger i Newham där West ham hade sin hemvist, men flera intressenter fanns för arenan, bland annat lokalrivalen Tottenham. Leyton Orient var emot en sådan flytt då West Ham skulle spela mindre än två kilometer från deras hemmaarena Brisbane Road. Efter ett antal politiska beslut och debatter tog borgmästaren i London, Boris Johnson, det slutgiltiga beslutet att West Ham ska få spela på arenan från och med säsongen 2016/17.

## Supporterstöd
West Hams supportrar är berömda för att sjunga "I'm forever blowing bubbles" då hemmalaget går in på Upton Park. En tradition som före detta tränaren Charlie Paynter introducerade på slutet av 1920-talet.
Kända West Ham-supportrar är Barack Obama, Russell Brand, Keira Knightley, Steve Harris, Ray Winstone, Alfred Hitchcock, John Cleese, James Corden, Dave Grohl, Matt Damon, Lennox Lewis, Ethan "Behzinga" Payne med flera.

## Rivalitet
Klubben har en stark rivalitet med ett flertal andra London-klubbar, främst med Tottenham och Chelsea. Deras värsta och äldsta rivaler är dock Millwall då de kommer från samma del av London och bildades ungefär samtidigt. Dessvärre har denna rivalitet resulterat i en hel del huliganism genom åren.

## Dyraste nyförvärv och försäljningar

### Topp 10 dyraste nyförvärv
Spelare i fet stil är fortfarande aktiva i West Ham United F.C.
Senast uppdaterad 12 maj 2015
| Rank | Spelare           | Från             | Datum           | Övergångssumma  |
| ---- | ----------------- | ---------------- | --------------- | --------------- |
| 1    | Andre Ayew        | Swansea City     | 8 augusti 2016  | 20 500 000 pund |
| 2    | Andy Carroll      | Liverpool        | 1 juli 2013     | 15 400 000 pund |
| 3    | Enner Valencia    | Pachuca          | 17 juli 2014    | 13 200 000 pund |
| 4    | Carlos Tévez      | Corinthians      | 31 augusti 2006 | 12 850 000 pund |
| 4    | Javier Mascherano | Corinthians      | 1 augusti 2006  | 12 850 000 pund |
| 6    | Matthew Upson     | Birmingham City  | 1 januari 2007  | 11 090 000 pund |
| 7    | Kieron Dyer       | Newcastle United | 1 augusti 2007  | 10 560 000 pund |
| 8    | Craig Bellamy     | Liverpool        | 10 juli 2007    | 9 900 000 pund  |
| 9    | Dean Ashton       | Norwich City     | 1 januari 2006  | 9 580 000 pund  |
| 10   | Scott Parker      | Newcastle United | 1 juli 2007     | 8 540 000 pund  |

### Topp 10 dyraste försäljningar
Senast uppdaterad 12 maj 2015
| Rank | Spelare           | Till              | Datum            | Övergångssumma  |
| ---- | ----------------- | ----------------- | ---------------- | --------------- |
| 1    | Carlos Tévez      | Manchester City   | 14 juli 2009     | 25 520 000 pund |
| 2    | Rio Ferdinand     | Leeds United      | 26 november 2000 | 22 880 000 pund |
| 3    | Javier Mascherano | Liverpool         | 1 juli 2008      | 19 800 000 pund |
| 4    | Frank Lampard     | Chelsea           | 1 juli 2001      | 14 080 000 pund |
| 5    | Craig Bellamy     | Manchester City   | 19 januari 2009  | 13 640 000 pund |
| 6    | Nigel Reo-Coker   | Aston Villa       | 5 juli 2007      | 11 000 000 pund |
| 7    | John Hartson      | Wimbledon         | 1 januari 1999   | 9 900 000 pund  |
| 8    | Jermain Defoe     | Tottenham Hotspur | 1 januari 2004   | 9 240 000 pund  |
| 9    | Anton Ferdinand   | Sunderland        | 1 augusti 2008   | 8 800 000 pund  |
| 10   | Joe Cole          | Chelsea           | 6 augusti 2003   | 8 710 000 pund  |

Not: Vid utlåningen av Carlos Tévez till Manchester United fick West Ham United 11 180 000 pund. Då det rörde sig om ett lån och inte en övergång finns inte affären med i listan.
Källa: